# Pamisos (Messénie)
Pámisos (řecky Πάμισος; dříve (slovanské jazyky) Πιρνάτζα, Pirnátza) je hlavní řeka Messénie a jedna z nejvodnatějších řek na Peloponésu. Pramení na svazích pohoří Taygetos, východně od vesnice Agios Floros. Asi po 6 kilometrech má ze severu mohutný přítok, nazývaný Mavrozoumena. Celá tato vodoteč je dlouhá 44 km a její odvodňovací plocha činí 568 km2. Vlévá se do Messénského zálivu východně od města Messini a západně od města Kalamata. .
U pramenů řeky byla starověká svatyně říčního boha Pamise, kterou nalezl švédský archeolog Natan Valmin ve 30. letech dvacátého století.